# Salia furvifusa
Salia furvifusa är en fjärilsart som beskrevs av George Francis Hampson. Salia furvifusa ingår i släktet Salia och familjen nattflyn. Inga underarter finns listade.